# Conservatoire botanique de Martinique
Le Conservatoire botanique de Martinique (anciennement Antenne de la Martinique du Conservatoire botanique des Antilles françaises) est une association loi de 1901 qui a pour but d’œuvrer à la connaissance, à la conservation ainsi qu'à la valorisation du patrimoine végétal de la Martinique.

## Qu'est-ce qu'un Conservatoire botanique national
Un Conservatoire botanique national est une institution à caractère scientifique qui se consacre aux quatre missions précisées dans l'arrêté ministériel du 8 juillet 2004 .
- Connaissance de l'état et de l'évolution de la flore sauvage et des habitats naturels ou semi- naturels
- Identification et conservation des éléments rares et menacés de la flore et des habitats naturels et semi- naturels
- Fourniture à l'État ainsi qu'aux établissements publics et aux collectivités territoriales d'un concours technique et scientifique en matière de flore sauvage et d'habitats naturels et semi- naturels
- Information et éducation du public à la connaissance et à la préservation de la diversité végétale

## Missions
Le patrimoine végétal naturel de la Martinique, au centre des Petites Antilles, est caractérisé par une richesse spécifique très élevée, par un endémisme important ainsi que par des écosystèmes insulaires originaux hautement diversifiés (hot spot). Ce patrimoine naturel d'exception est de nos jours vulnérable et menacé à plus d'un titre.
Les programmes du Conservatoire Botanique de Martinique visent à maintenir ce patrimoine dans sa diversité et dans de bonnes conditions d'évolution : 
- Améliorer la connaissance des espèces endémiques et autochtones de Martinique ainsi que des divers écosystèmes où elles évoluent
- Définir des plans de conservation de  la flore[2] sauvage ainsi que des espaces naturesls[3] d'intérêt patrimonial, afin de sauvegarder en priorité les espèces rares et menacées et menacées[4]. Ces plans de conservation incluent la lutte contre les espèces exotiques envahissantes[5].
- Revaloriser le patrimoine végétal, notamment avec la spécialisation du CBMq qui s'attache à la redécouverte des espèces caribéennes utilisées dans les pratiques traditionnelles des Antilles Françaises: alimentation, artisanat, ornement, médecine populaire
- Sensibiliser tous les publics aux objectifs du CBMq

## Emblème du Conservatoire botanique de Martinique
L'emblème du Conservatoire botanique de Martinique est Lobelia conglobata Lam., Lobeliaceae, dont le nom vernaculaire est "Fleur-boule-montagne". C'est une espèce endémique stricte de Martinique, qui a donc une très haute valeur patrimoniale.
Le Conservatoire botanique de Martinique publie un bulletin d'éducation et d'information du nom de Lobelia .